# Ludmila Seefried-Matějková

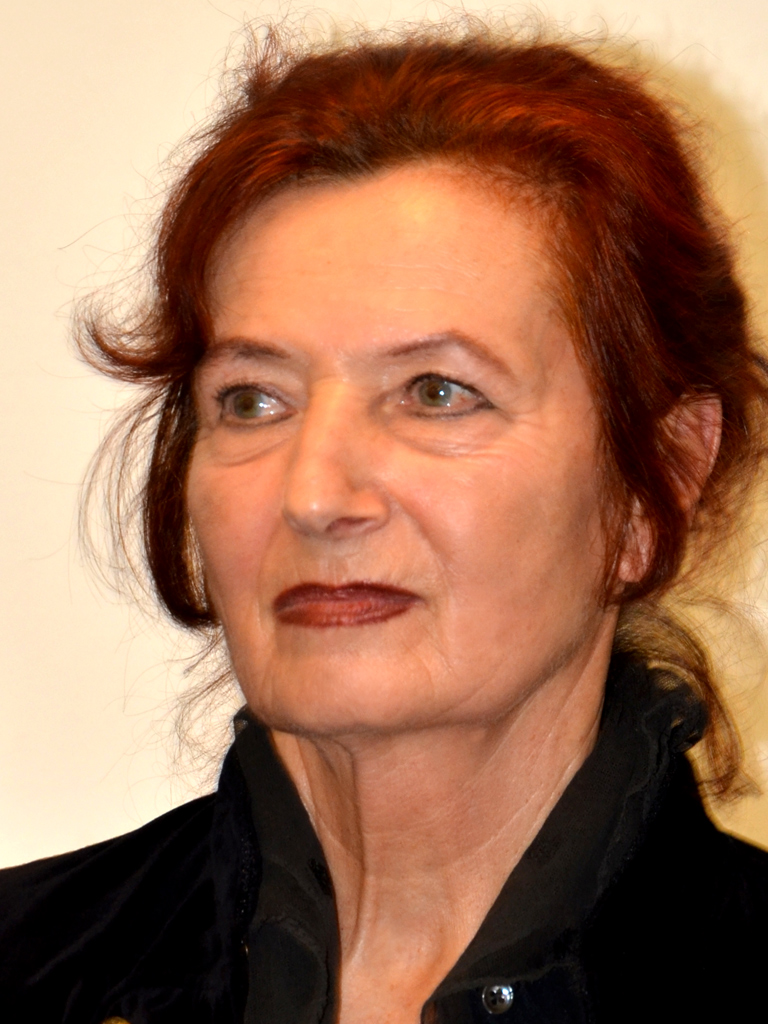
Ludmila Seefried Matějková (2013)

Ludmila Seefried-Matějková (* 1938 in Heřmanův Městec) ist eine tschechisch-deutsche Bildhauerin, die in Berlin gelebt und dort zahlreiche Skulpturen im öffentlichen Raum geschaffen hat. Seit 2015 lebt sie im tschechischen Marienbad.

## Leben
Matějková hat ihre Kindheit und die Kriegsjahre in Heřmanův Městec, Tschechoslowakei erlebt. Ihr Vater, František Matějka, war Sägewerkbesitzer, die Mutter Ludmila hat sich um Familie, Haushalt und Garten gekümmert – daneben hatten für sie Musik, Malerei und Literatur einen hohen Stellenwert.

Nach dem Februar 1948 wurde die Familie enteignet, und der Vater 250 km entfernt von der Familie zwangsverlegt. Die Mutter mit zwei Töchtern war den Schikanen der neuen Machthaber ausgesetzt. Traumata aus dieser Zeit der Kindheit haben Matějková für Unrecht sensibilisiert. 1951 erfolgte ein zwangsweiser Umzug nach Marienbad.

1953 bis 1956 belegte sie ein Studium am Musischen Gymnasium in Prag bei M. Uchytilová-Kučová, in der Bildhauerklasse mit einem Abschluss mit dem Abitur. Mehrere Versuche, ein Hochschulstudium aufzunehmen, wurden aus politischen Gründen abgelehnt. Zwischen den Prüfungen belegte sie ein Steinmetzpraktikum und erhielt Arbeit in einer Porzellanfabrik in Dux. Nach einem letzten vergeblichen Versuch in Bratislava kehrte sie nach Marienbad zurück. Ab 1959 war sie drei Jahre als Kunsterzieherin ohne pädagogische Ausbildung in Marienbad und Eger tätig. Danach war Matějková Grafikerin am Marienbader Kulturhaus „KaSS“. Sie erhielt Anschluss an das Kleinform-Theater „Kruh / Kreis“ des Kulturhauses; spielte Theater, sang, schrieb Texte, porträtierte Freunde.

1964 bemühte sie sich um Aufnahme in den „Tschechischen Künstlerverband“ (CSVU) und wurde aufgenommen. 1965 wurde die Tochter Markéta geboren. Die Ehe wurde geschieden. In der Zeit des „Prager Frühlings“ bot sich die Möglichkeit eines Auslandsstudiums mit Stipendium im Mitteilungsblatt des „ČSVU“.

1967 kam es zur Aufnahme an die Hochschule für Bildende Künste (HfBK) Berlin, in die Bildhauerklasse Joe Henry Lonas. 1973 beendete sie das Studium als Meisterschülerin. Seitdem arbeitet sie als freie Bildhauerin in Berlin. Dort hat sie auch ihren Lebenspartner, Rainer-Maria Seefried, gefunden, geheiratet, die Staatsangehörigkeit bekommen und sich entschlossen, in Deutschland zu leben.

Seit Ende des Studiums hatte Seefried-Matějková Ausstellungen in Deutschland und dem europäischen Ausland. In der Tschechoslowakei gab es eine erste Wanderausstellung 1992 in Brünn, Prag, Marienbad. Ludmila Seefried Matějková hat bis 2015 in Berlin gelebt. Jetzt lebt sie in Marienbad, Tschechische Republik.

1990 war Seefried-Matějková Gründungsmitglied des „Künstlersonderbundes – Realismus in Deutschland“, Berlin. 1994 wurde sie in die „Darmstädter Sezession“ aufgenommen. 1998 war sie Gründungsmitglied des internationalen Kunstvereins „Pro arte vivendi“ in Berlin und Marienbad; die Projekte wurden von der Botschaft der Tschechischen Republik in Berlin und dem „Deutsch-Tschechischen Zukunfts-Fonds“ unterstützt.

## Werk
Ludmila Seefried-Matějková hat die figürliche Bildhauerei bei Marie Uchytilová-Kučová in Prag studiert. Bei Joe Henry Lonas an der Hochschule für Bildende Künste in Berlin konnte sie sich mit der abstrakten Form auseinandersetzen. Ihre Skulpturen aus dieser Zeit sind stilisierte anthropomorphe oder bioforme Kompositionen in Gips. Bald jedoch wird ihr bewusst, dass die Abstraktion für sie ein Limit ihrer Mitteilungs-Möglichkeiten bedeutet und kehrt zur Figur zurück.

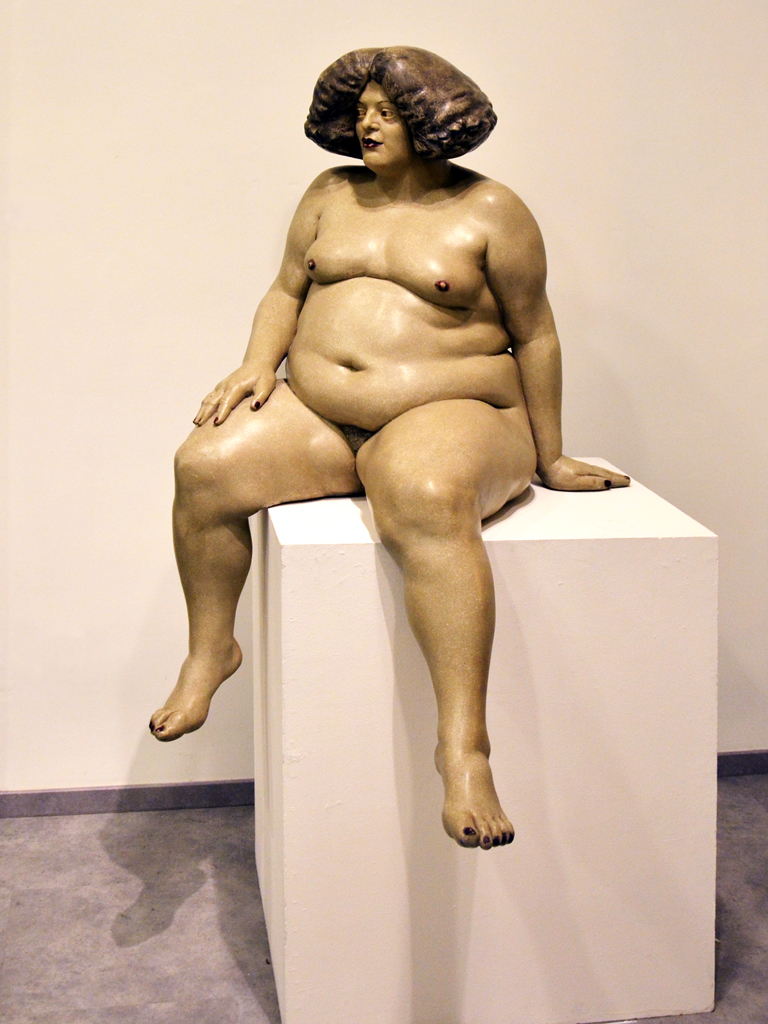
Hanna, Polyester (1973)

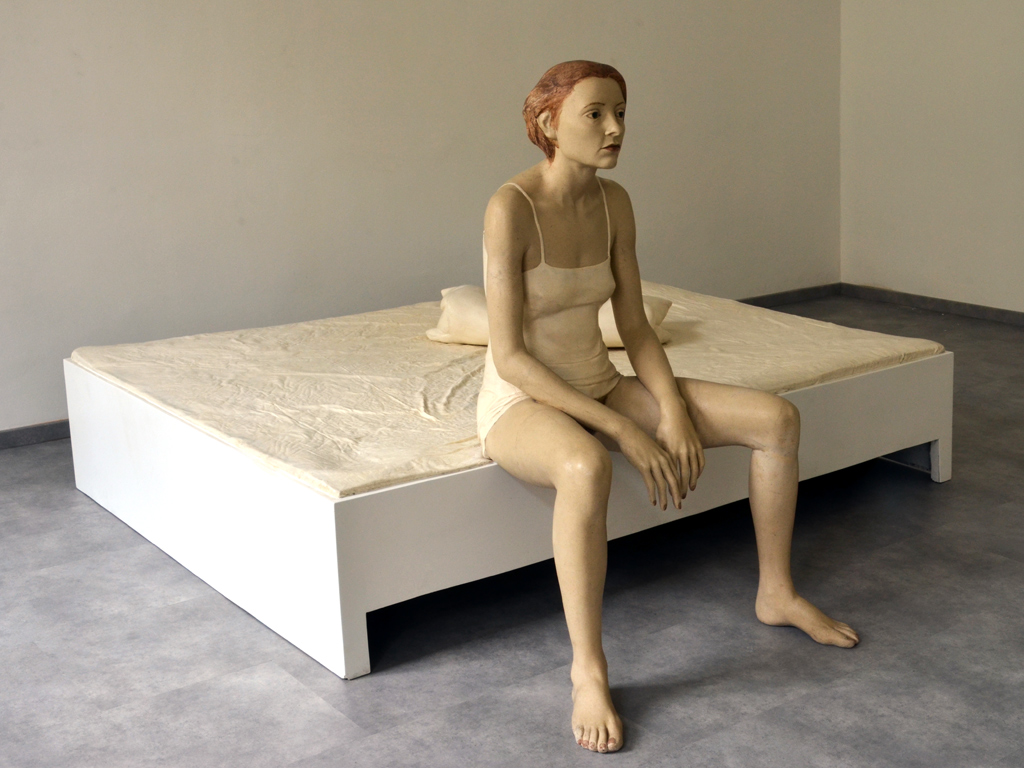
Am Rand (1976–77)

Die hyperrealistische, lebensgroße Polyester-Figur „Hanna“ (Abschlussarbeit für die Meisterklasse an der HfBK 1973) zeichnet das weitere bildhauerische Schaffen von Ludmila Seefried-Matějková vor. Die Wirkung der Figuren wurde durch Invironment-Installationen verstärkt: „Schrei“ 1976, „Am Rand“ 1977, „Vor der Tür“ 1980. Danach musste sie sich aus gesundheitlichen Gründen von dem Material Polyester trennen und arbeitet seitdem mit den klassischen Materialien Ton, Stein und Holz. Motive liefert ihr das Leben um sie herum, die Stadt mit ihrer Vielfalt an menschlichen Typen und deren Schicksalen, den sozialen Gegensätzen bis „am Rand der Gesellschaft“. Aus zufälligen Begegnungen ist eine Reihe von Köpfen/Büsten unterschiedlicher Charaktere entstanden, vorwiegend in Terrakotta: „Türkische Frau“ 1983, „Obdachlos“ 1990, „Börsenfuchs“ und „Mädchen aus der Ausstellung“ 1996.
Ihre Skulpturen gehen von der Realität aus, sind transformierte Porträts, oft von konkreten Personen aus dem Alltag, die die Künstlerin mit ihrer eigenen, bildhauerischen Sprache interpretiert: „Bettlerin“ 1997, „U-Bahn“ 2001/2. In der Skulptur „Vaters Hut“ 1995 porträtiert sie sich selbst.

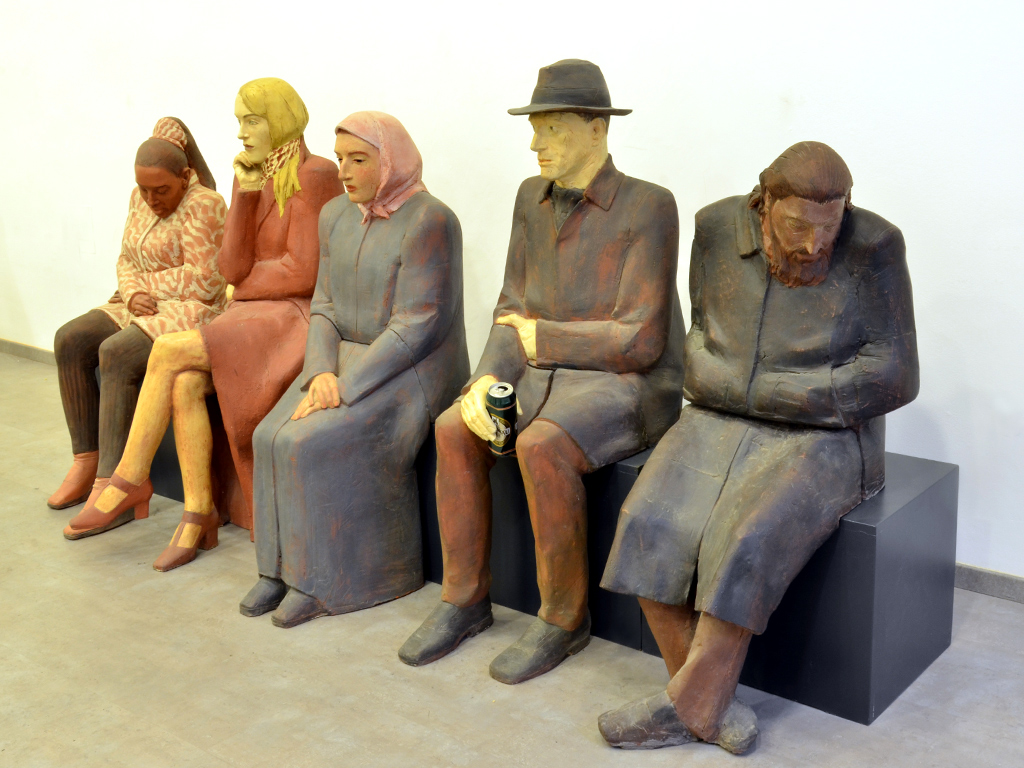
Metro (2001–02)

Mitbedingt durch ihre Erfahrungen in der Kindheit und frühen Jugend sind Schmerz, Gewalt und Aggression Themen für sie. Sie arbeitet mit expressiven Symbolen: „Schrei“ 1976, „Würgen“ 1985, „Homo homini lupus“ 1992/3, „Samen des Hasses“ 1993. Aber auch die Welt der menschlichen Seele mit ihren stilleren Dramen wie Selbstquälerei, Angst und Einsamkeit („Solitudine“ 2004) sowie innere Erlebnisse, Selbsterfahrungen wie Kontemplation und Meditation bezieht sie in ihr Werk ein: „Katharsis“ 1979, „Meditation“ 1980 und 2002.
2002 erhielt Seefried-Matějková den Auftrag von der Botschaft der Tschechischen Republik in Berlin zur Gestaltung eines tschechischen United Buddy Bear, der seitdem auf Ausstellungen auf allen fünf Erdteilen zu sehen war. Ein Bär, auf dem sich die tschechische Fahne unter dem blauen Keil in zwei Bahnen aufteilt und auf dem Rücken verknotet. Die weiße Taube im blauen Feld auf der Rückseite soll die Sehnsucht und Hoffnung auf Frieden symbolisieren.
Im Sommer hält sich die Bildhauerin meist in ihrem italienischen Atelier auf, wo sie – im Freien – in Stein und Holz arbeitet. Die Themen sind teilweise biblisch und literarisch beeinflusst: „Hiob“ 2003, „Auferstehung“ 2008, „Ophelia“ 1997, „Kafka / Verwandlung“ 2000, „Somnambul“ 2013.

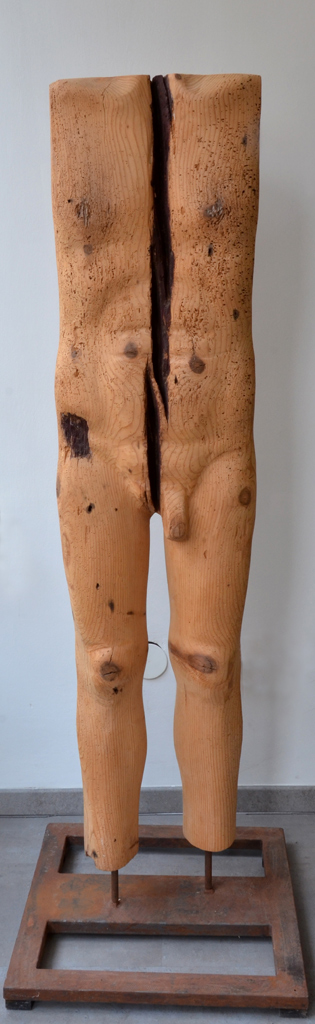
Hiob (2003)

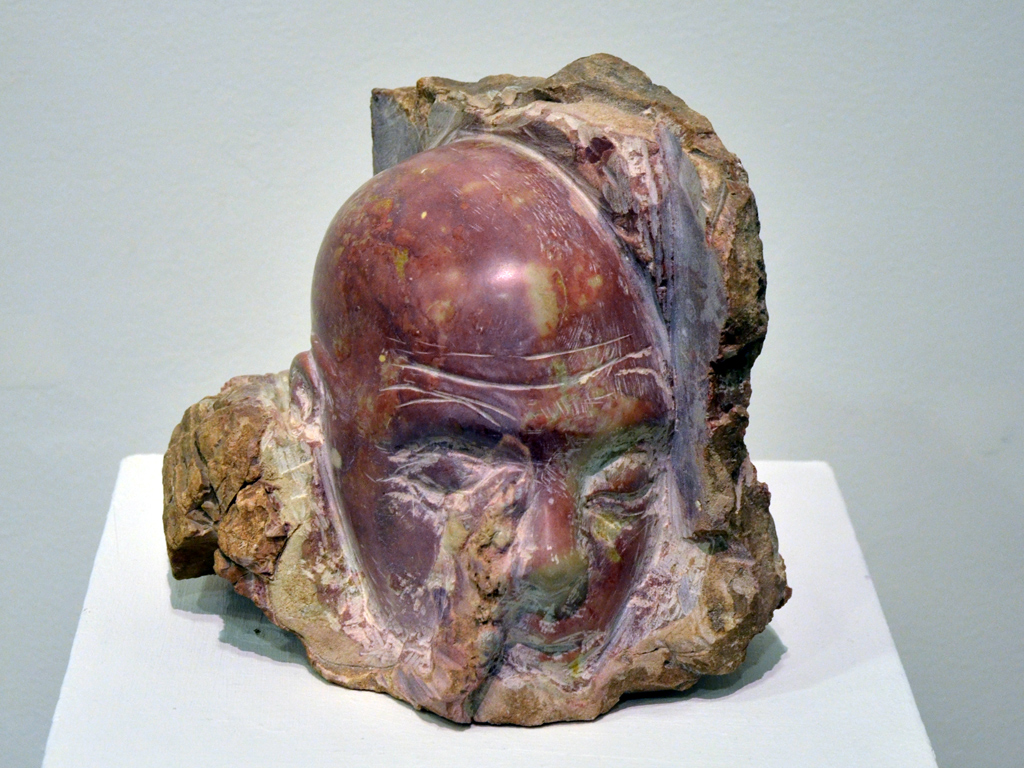
(1997)

Ein selbstständiger Teil des Werks von Ludmila Seefried-Matějková sind ihre Zeichnungen – von Skizzen in der Kneipe, der U-Bahn oder am Strand bis zu Porträts und ausgearbeiteten Studien von Menschen, meist in Bleistift, Kohle, Pastell oder Tusche.
Als Vertreterin des Realismus war Ludmila Seefried-Matějková auch in mehreren Kunst-am-Bau-Wettbewerben erfolgreich: „Justitia“ 1984, „Doppelgänger-Admiral“ 1985, „Tanz auf dem Vulkan“ 1988; daneben existiert eine Vielzahl von skulpturalen Objekten im Berliner Stadtbild (siehe Verzeichnis).

### Vertreten in Sammlungen
- Berlinische Galerie, Berlin
- Kommunale Galerie, Berlin
- Nicholas Treadwell Gallery, London
- Museum Kampa, Praha, Tschechische Republik
- Východočeská galerie Pardubice, Tschechische Republik
- Dauerausstellung Klášter Chotěšov[5] Tschechische Republik

### Wettbewerbe und Realisationen
- 1964 „Mundharmonikaspieler“ Mariánské Lázně/Marienbad, Tschechische Republik
- 1984 „Justitia“ Kriminalgericht Moabit, Berlin
- 1985 „Doppelgängeradmiral“ Admiralstraße, Berlin-Kreuzberg
- 1985 „Ernst Heilmann“ Gedenktafel den Opfern des Faschismus, Berlin-Kreuzberg
- 1987 „Vier Jahreszeiten“ Relief für Grundschule, Berlin-Kreuzberg
- 1988 „Carl von Ossietzky“ Denkmal, Berlin-Kreuzberg
- 1988 „Tanz auf dem Vulkan“ Brunnen, Berlin-Wedding
- 1988 „Polizei-Maschine“ Polizei Berlin-Spandau
- 1989 „Brunnenkopf“ Arbeitsamt – Kiel
- 1991 „Reliefs für Feuerwehr“ Berlin-Zehlendorf
- 1993 „Theodor Lessing“ Gedenktafel, Mariánské Lázně/Marienbad, Tschechische Republik
- 1993 „Gebet“ Malcesine/Italien
- 2002 „Erzengel Michael“ Relief für Kapelle San Michele, Malcesine/Italien

### Ausstellungen (Auswahl)

#### Eigene Ausstellungen

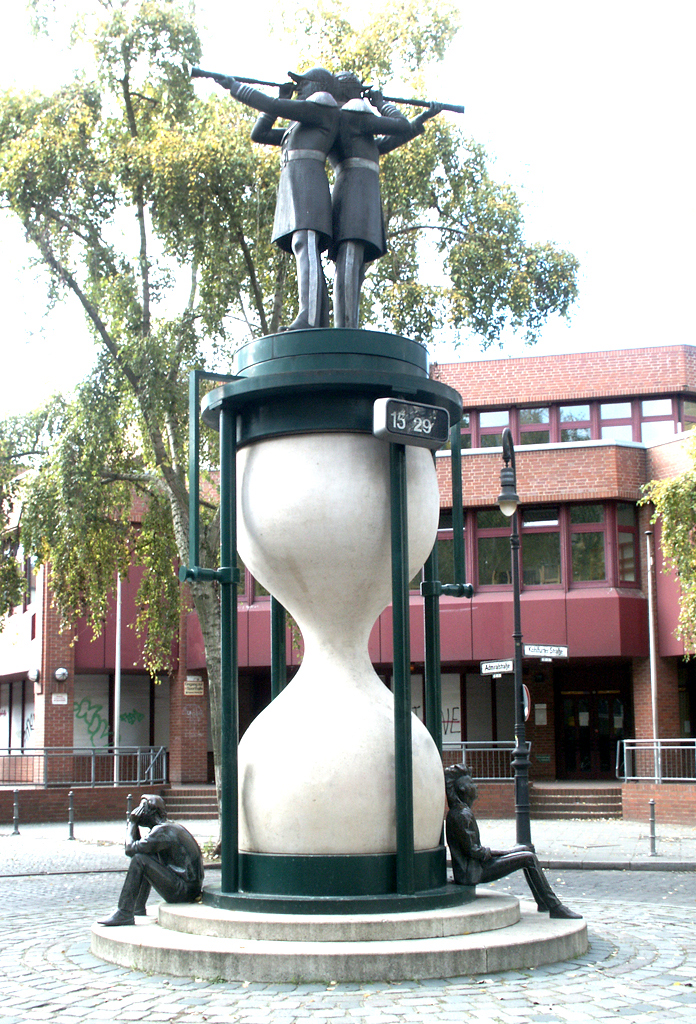
Doppelgängeradmiral, Berlin-Kreuzberg (1985)

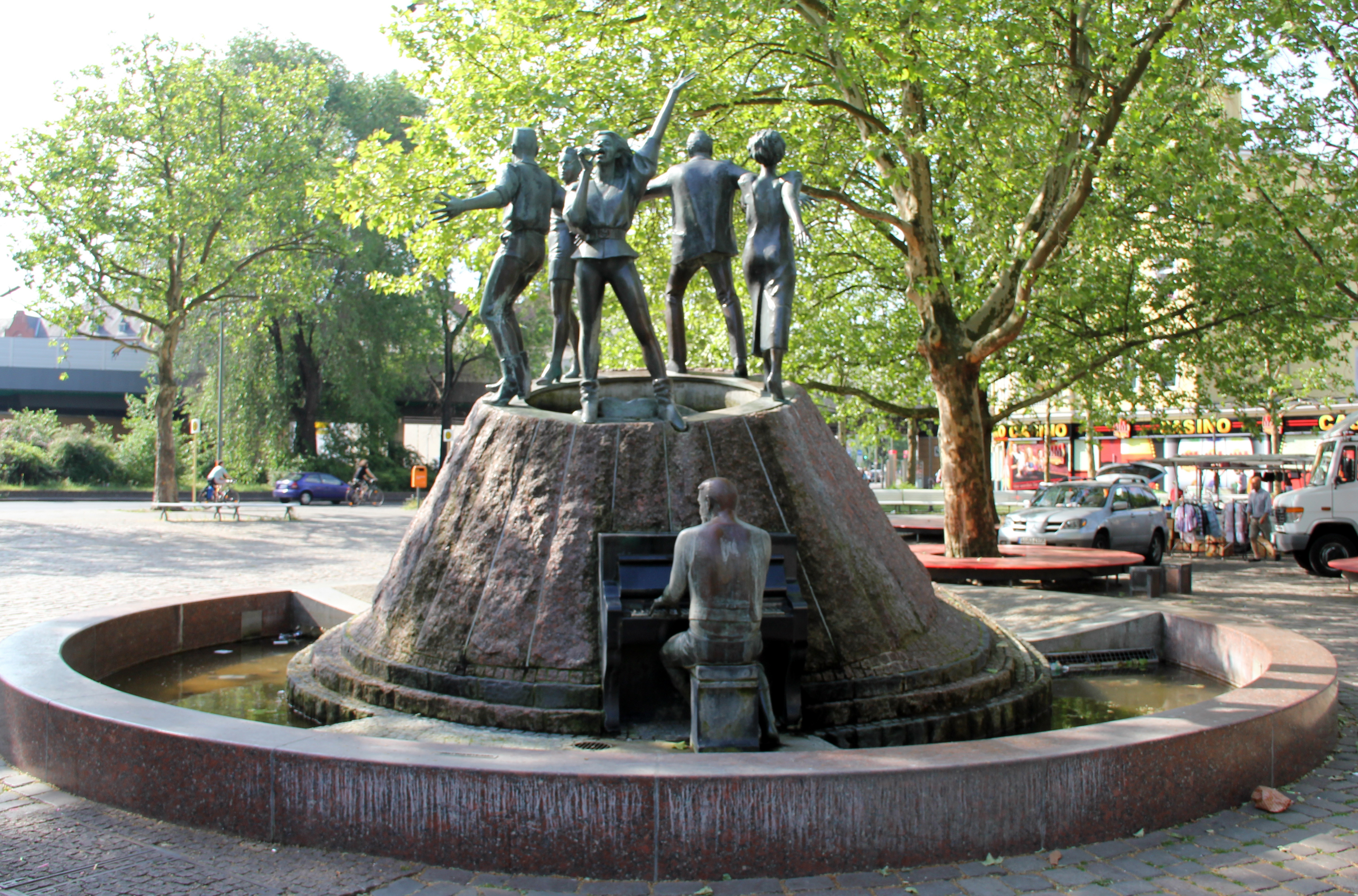
Tanz auf dem Vulkan, Brunnen am Nettelbeckplatz, Berlin-Wedding (1988)

- 1964/68 Mariánské Lázně/Marienbad, Tschechische Republik
- 1981 Künstler des Monats, Kommunale Galerie, Berlin
- 1987 Haus am Lützowplatz, Berlin
- 1992 Erbe und Zukunft, Rathaus Brno/Brünn, Tschechische Republik
- 1992 Erbe und Zukunft, Mánes Praha/Prag, Tschechische Republik
- 1992 Erbe und Zukunft, Kolonády Mariánské Lázně/Marienbad, Tschechische Republik
- 1996 Palazzo dei Capitani, Malcesine/Italien
- 1998 Galerie Rutzmoser, München
- 1998 Zwischen zwei Welten, Kommunalen Galerie, Berlin
- 2000 Galerie Aeras, Herrnhut
- 2000 Kulturhaus Čáslav, Kleines Theater Liberec, Tschechische Republik
- 2001 Theaterei im Schloss Erbach
- 2001 Anglikanische Kapelle Mariánské Lázně/Marienbad, Tschechische Republik
- 2002 Galerie Rutzmoser, München
- 2002 Schloss Třebíč, Tschechische Republik
- 2003 Palacký-Universität, Olomouc/Olmütz, Tschechische Republik
- 2003 Schloss Náměšť na Hané, Tschechische Republik
- 2004 Slowakisches Museum, Uherské Hradiště, Tschechische Republik
- 2005 Diözesan-Museum Plzeň/Pilsen, Tschechische Republik
- 2005 Skulpturen und Zeichnungen Ludmila Seefried-Matějková, Skulpturenforum Isernhagen
- 2007 Menschenbilder – Skulpturen und Zeichnungen, Berlin-Tempelhof
- 2011 Zwischen zwei Welten, mit Zuzana Richter (Fotografie), Tschechisches Zentrum Praha/Prag, Tschechische Republik
- 2013 Am Rand, Topičův salon Praha/Prag, Tschechische Republik
- 2016 Dauerausstellung Kloster Chotěšov, Tschechische Republik
- 2017 Zwischen zwei Welten – Skulpturen Zeichnungen, Sokolov und Pardubice, Tschechische Republik

#### Gruppenausstellungen
- 1973 Ausstellung der Studenten der HfBK, Haus am Kleistpark, Berlin
- 1973 Jahresausstellung des Deutschen Künstlerbundes, Berlin
- 1974 Jahresausstellung des Deutschen Künstlerbundes, Mainz
- 1976 Bilder von Menschen, Schwetzingen und Cochen
- 1977 Jahresausstellung des Deutschen Künstlerbundes, Frankfurt/Main
- 1977 Künstlerinnen International 1877–1977, Frankfurt/Main und Berlin
- 1978 The Seventies meet the Twenties - Ugly realism, London
- 1980 Neue Darmstädter Sezession, Darmstadt
- 1981 Große Kunstausstellung München, Haus der Kunst, München
- 1983 Bildhauersymposium St. Margareten, Burgenland, Österreich
- 1984 Women’s art at womensworld, Nicholas Treadwell Gallery, Denne Hill, Kent
- 1986 Tod und Leben, mit Waldemar Grzimek, Carl Hofer, Käthe Kollwitz, Alfred Kubin, Heinrich Richter-Berlin, Georges Rouault – Carola Dewor, Galli, Franz Gutmann, Manfred Henkel, Lizzie Hosaeus, Claus Korch, Ingo Kühl, Volker März,  Sigrun Paulsen, Günter Scharein, Erika Schewski-Rühling, Hans Stein, Renée Strecker u. a., Obere Galerie – Haus am Lützowplatz, Kunstamt Tiergarten, Berlin
- 1988 Berliner Künstlerinnen, Narni, Italien
- 1988 Berliner Künstler, Rathaus Odense
- 1989 Städtische Galerie, Schloss Oberhausen, mit Sarah Haffner und Maina-Miriam Munsky
- 1993 Realismus Triennale, Martin-Gropius-Bau, Berlin
- 1993 Zeitgenossische Bildhauerei, Mánes Praha/Prag, Tschechische Republik
- 1994 7 Berliner Realisten, Schloss Wendhausen
- 1997 Ich bin ein Berliner, Matthäuskirche, Berlin
- 1999/2005 Bautzener Salon, Neue Darmstädter Sezession, Darmstadt
- 1999 Galerie am Palais Potsdam, Salon d’automne Paris
- 2000 6 Berliner Realisten, Schloss Wendhausen
- 2001/04 Künstlersonderbund in Deutschland, Kommunale Galerie, Berlin
- 2002 Parlamentsgalerie im Reichstag, Berlin
- 2005 12 Positionen von Künstlern der Darmstädter Sezession, Graz
- 2006/2007 Dialog der Generationen, Berlin Kommunale Galerie, Praha Diamant Galerie
- 2008 Realismus von 1968 bis 2008, Skulpturenforum Isernhagen
- 2009 Tschechische Kunst gestern und heute, mit Otto Gutfreund, Rudolf Valenta, Zuzana Richter, Berlin
- 2010 20 Jahre Künstlersonderbund in Deutschland, Berlin-Wedding
- 2011–2014 Nord Art, Kunstwerk Carlshütte, Büdelsdorf
- 2014 WOW! Linz, Österreich
- 2014 Municipal Waste, Vilma Gold Gallery, Londýn
- 2018 Neue Akquisition - Východočeská galerie Pardubice, Tschechische Republik

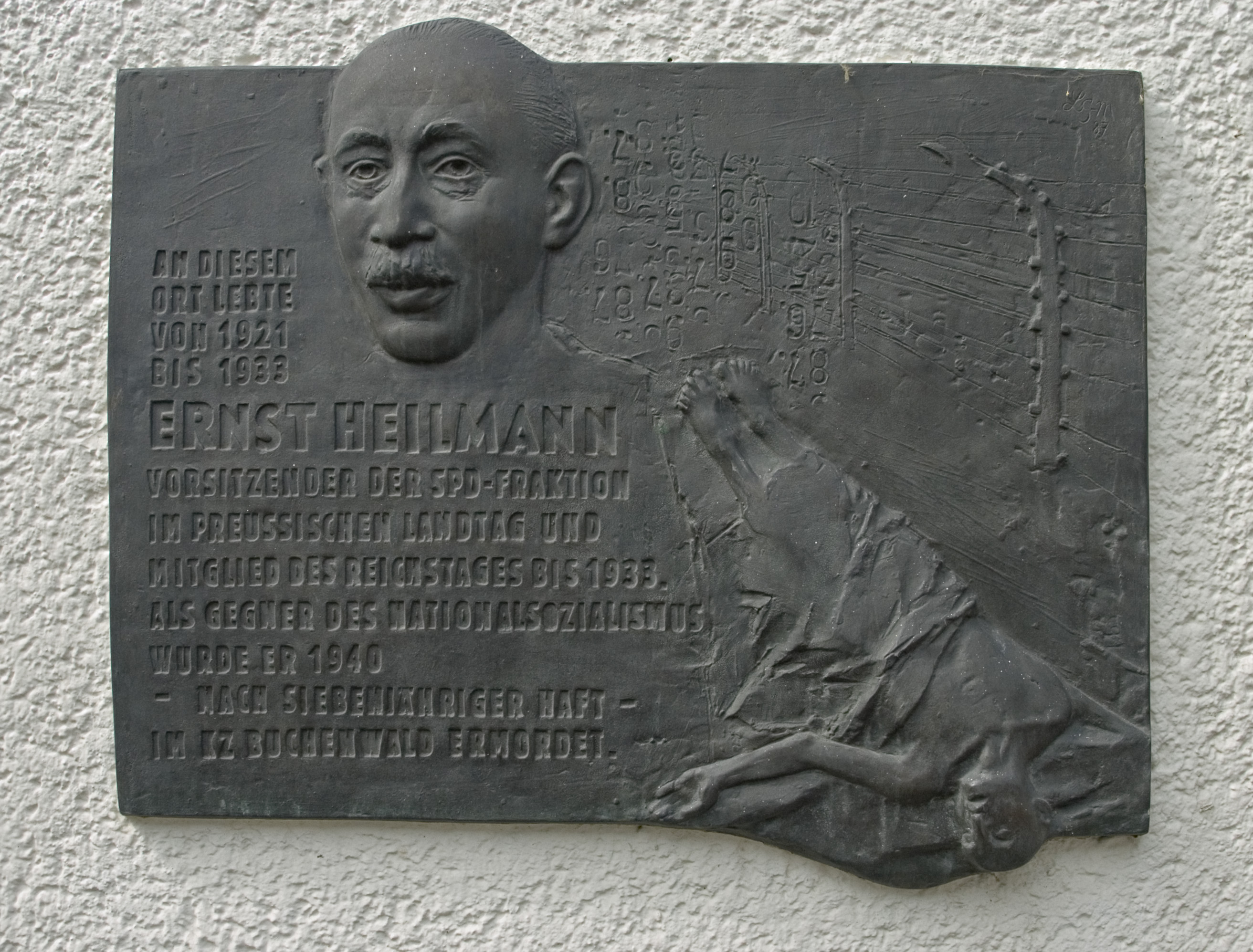
Ernst Heilmann Gedenktafel, Berlin-Kreuzberg, Brachvogelstraße 5 (1985)
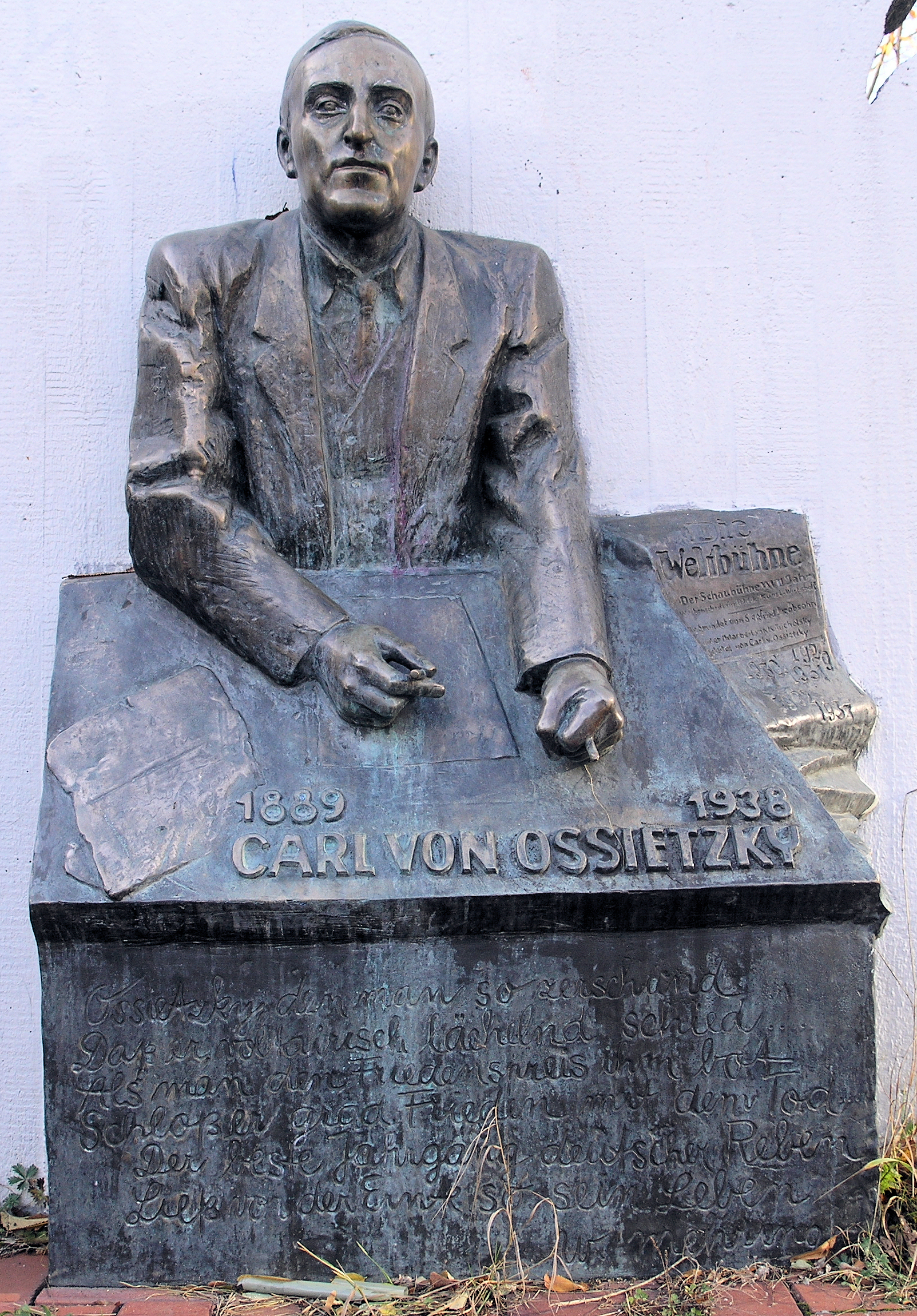
Carl von Ossietzky Gedenktafel, Berlin-Kreuzberg, Blücherstraße 45 (1988)
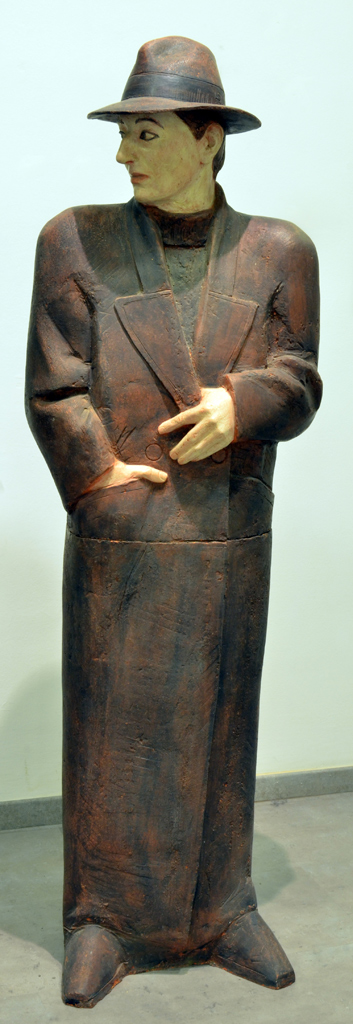
Vaters Hut (1995)
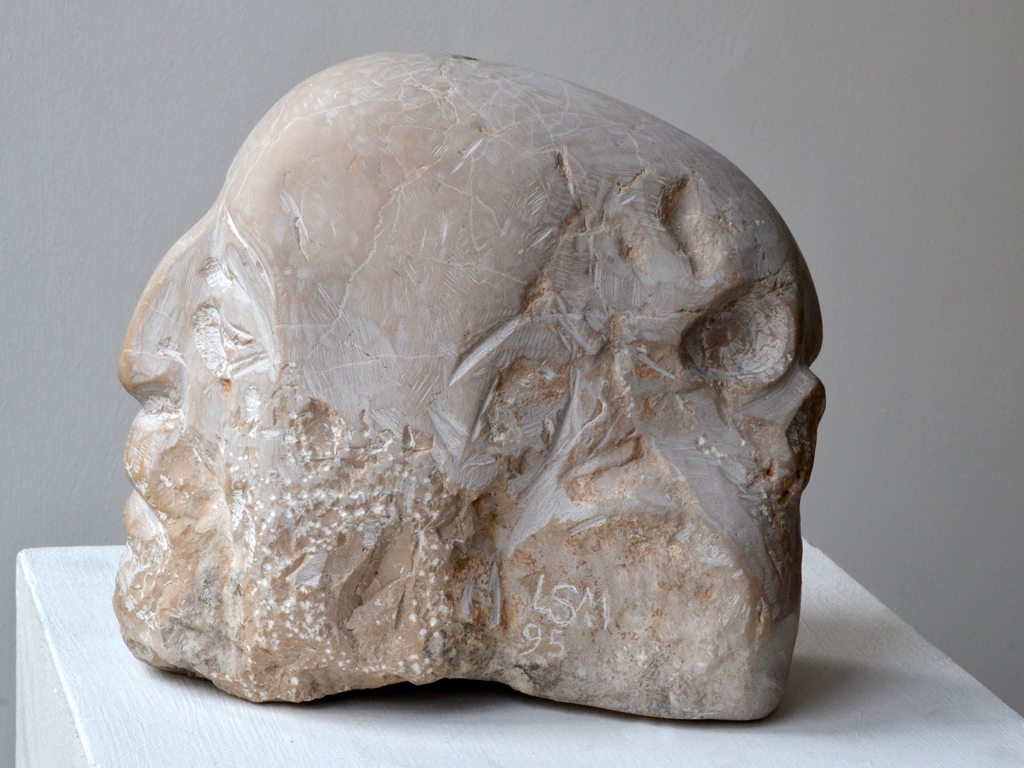
Memento mori (1995)
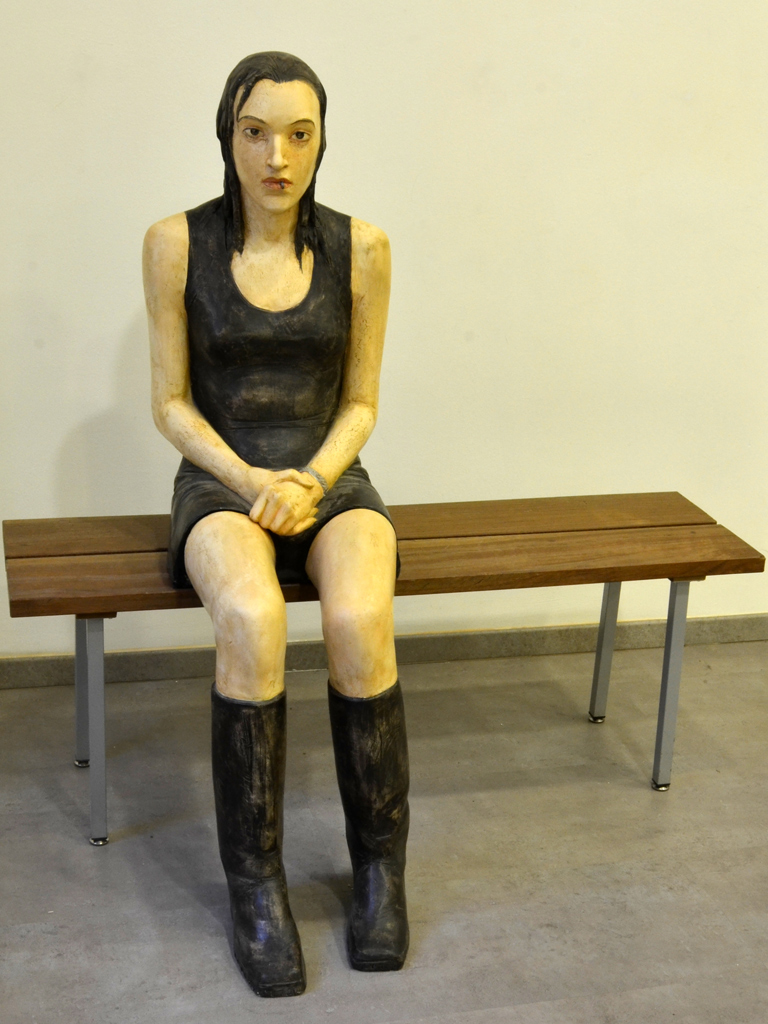
Solitudine (2004)
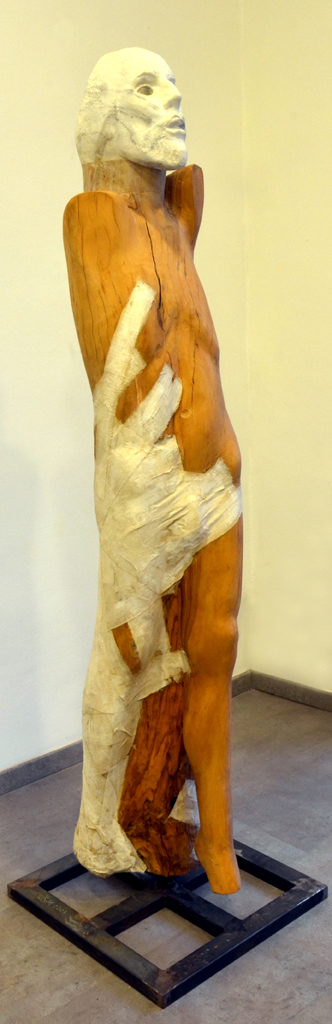
Auferstehung (2008)
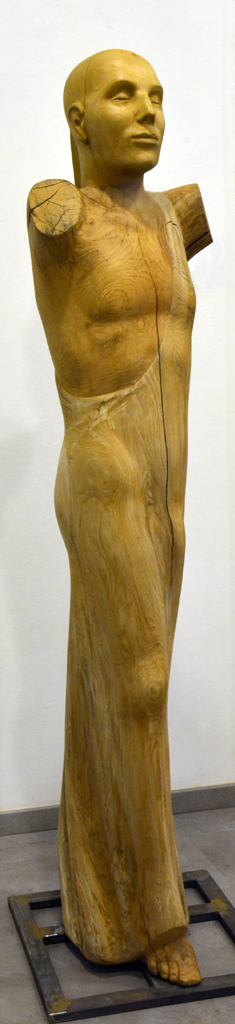
Somnambul (2013)